# Duca d'Aubigny
Gli scozzesi Duchi d'Aubigny (in francese Ducs d'Aubigny) ebbero origine a  Aubigny-sur-Nère in Francia, nel XV secolo, che fu un importante onore durante tutto la Auld Alliance e l'Ancien Régime. La sua importanza fu gradualmente rimpiazzata da un titolo ducale per il Clan Gordon, durante un lungo e turbolento periodo tra la rivoluzione francese e la Terza Repubblica francese.
Il beneficiario di queste terre era originariamente chiamato Seigneur d'Aubigny e fu concesso al ramo cadetto del Casato degli Stewart, gli Stewart di Darnley.

## Storia

### Origini
Il primo detentore del titolo fu Louise de Kérouaille, che nel 1684 fu creata Duchessa d'Aubigny fra i Pari di Francia su richiesta di re Carlo II d'Inghilterra; suo figlio, il Duca di Richmond e Lennox, fu congiuntamente nobilitato con lei. Tuttavia le lettere patenti che crearono il Ducato non furono registrate al Parlamento di Parigi, così il Ducato si estinse alla morte della Duchessa nel 1734. 

### XVIII secolo
Nel 1777 re Luigi XV di Francia emanò le lettres de suranation che ripristinavano il titolo nobiliare del 1684 per gli eredi della Duchessa Louise. Il II Duca di Richmond aveva già ricevuto un brevet de duc, che gli garantiva gli onori di un Duca a Corte. Il Ducato fu confiscato durante le guerre rivoluzionarie e napoleoniche (1792-1803 e 1806-1814), ma alla fine ritornò al IV Duca di Richmond. Il IV Duca era il nipote del III Duca, quindi la sua successione al Ducato d'Aubigny può essere messa in discussione, ma i Duchi di Richmond e Lennox da allora utilizzano questo titolo.

### Epoca recente
Le proprietà relative al Castello d'Aubigny non sono più in possesso dei detentori del titolo, fu venduto al fine di mantenere le finanze personali dei Duchi all'interno del Regno Unito. Aubigny è l'attrazione turistica principale in Francia, che attesta la Auld Alliance, l'onore è ora solo un titolo storico.

## Stemma
Lo stemma dei Duchi Lennox d'Aubigny mostra uno scudo De gueules à trois fermaux d'or che rappresenta il Ducato d'Aubigny. Tali stemma sono di fatto derivate dagli stemma degli Stewart di Darnley, signori d'Aubigny. Nel 1428 a John Stewart d'Aubigny fu conferito il diritto di incorporare le armi di Francia (azure, tre fleur-de-lys or) nel suo stemma.

## Stewart Signori d'Aubigny
- John Stewart, I Signore d'Aubigny (ucciso nel 1429)
- John Stewart, II signore d'Aubigny (morto nel 1482)
- Bernard Stewart, III signore d'Aubigny (morto nel 1508)
- Robert Stuart, IV Signore d'Aubigny (morto nel 1543)
- John Stewart, V signore d'Aubigny (morto nel 1567)
- Esmé Stewart, I duca di Lennox, VI Signore d'Aubigny (morto nel 1583)
- Esmé Stewart, III duca di Lennox, VII Signore d'Aubigny (morto nel 1624)
- Henry Stewart, VIII signore d'Aubigny (morto nel 1632)
- George Stewart, IX signore d'Aubigny (ucciso nel 1642)
- Ludovic Stewart, X signore d'Aubigny (morto nel 1665)
- Charles Stewart, III duca di Richmond, XI Signore d'Aubigny (morto nel 1672)

## Duchi d'Aubigny
- Louise de Kérouaille, I Duchessa di Portsmouth, Duchessa d'Aubigny (1649-1734). Ducato e titolo nobiliare estinti alla sua morte.
- Charles Lennox, I Duca di Richmond, I Duca di Lennox, Duca d'Aubigny (1672-1723), congiuntamente con la madre Louise de Kéroualle.
- Charles Lennox, II Duca di Richmond, II Duca di Lennox (1701-1750. Solo un "Duca per Brevetto" e non un Duca e Pari.
- Charles Lennox, III Duca di Richmond, III Duca di Lennox, Duca d'Aubigny (1734-1806). Ripristinato nel titolo nel 1777.
- Charles Lennox, IV Duca di Richmond, IV Duca di Lennox, Duca d'Aubigny (1764-1819)
- Charles Gordon-Lennox, V Duca di Richmond, V Duca di Lennox, Duca d'Aubigny (1791-1860)
- Charles Henry Gordon-Lennox, VI Duca di Richmond, VI Duca di Lennox, Duca d'Aubigny, I Duca di Gordon (1818-1903)
- Charles Henry Gordon-Lennox, VII Duca di Richmond, VII Duca di Lennox, Duca d'Aubigny, II Duca di Gordon (1845-1928)
- Charles Henry Gordon-Lennox, VIII Duca di Richmond, VIII Duca di Lennox, Duca d'Aubigny, III Duca di Gordon (1870-1935)
- Frederick Charles Gordon-Lennox, IX Duca di Richmond, IX Duca di Lennox, Duca d'Aubigny, IV Duca di Gordon (1904-1989)
- Charles Henry Gordon-Lennox, X Duca di Richmond, X Duca di Lennox, Duca d'Aubigny, V Duca di Gordon (1929-2017)
- Charles Gordon-Lennox, XI Duca di Richmond, XI Duca di Lennox, Duca d'Aubigny, VI Duca di Gordon (nato nel 1955)

## Altri collegamenti
- Nobiltà francese
- Duca di Richmond
- Duca di Lennox
- Duca di Gordon